# Јуре Грандо
Јуре Грандо је био један од првих документованих наводних вампира. Прича каже да се око 1656. године повампирио и терорисао мештане свог села Кринга у Истри чак све до одрубљивања његове главе у гробу 1672. године.

## Легенда
Легенда га описује као човека чији живот није био за узор. Умро је и покопан је на месном гробљу, након чега се повампирио и наредних шеснаест година терорисао житеље Кринге. Виђали су његову утвару како лута селом и куца на врата неких кућа, а чак је посећивао и своју удовицу и малтретирао је. Мештани су веровали да су изненадне смрти људи у вези са његовим појављивањем. Желећи да се ослободи пошасти, жупник Миха Радетић је повео деветорицу људи да отворе гроб и прободу Јурино тело глоговим коцем. Отварајући гроб видели су румено и нацерено покојниково лице и у страху су се разбежали. Међутим, жупник је поновно окупио деветорицу мушкараца како би ипак спровели своју замисао. Пробали су да прободу коцем покојника, али се он одбијао о његово тврдо тело. Тада му је један мештанин секиром одрубио главу и гроб се напунио крвљу. Гроб су тада затворили, а Јуре Грандо се више није појављивао.

## Данас
Становници Кринге су од вампирске легенде направили туристичку атракцију. Заинтересовани за вампиризам могу да посете тематске изложбе и презентације.

## У литератури
У књизи „Слава војводста Крањске“ од Јанеза Вајкарда Валвазора први пут се помиње наводни вампир Јуре Грандо. Књига је публикована у Нирнбергу 1689. Јохан Јозеф фон Герес (Johann Joseph von Görres) преузима изворе за своју лексику „Хришћанска мистика“, која је објављена 1855. у Паризу. У овој књизи има много више фантастичних детаља.